# إستر جوان
إستر جوان (بالصينية: 關詠荷) هي ممثلة صينية، ولدت في 16 يوليو 1964 بهونغ كونغ في الصين.

## وصلات خارجية
- إستر جوان على موقع IMDb (الإنجليزية)
- إستر جوان على موقع ميوزك برينز (الإنجليزية)
- إستر جوان على موقع قاعدة بيانات الفيلم (الإنجليزية)